# Peresjtjepyne
Peresjtjepyne (ukrainsk: Переще́пине, tr. Peresjtjépyne, ukrainsk udtale: [pereˈʃtʃɛpɪne]  ( hør); russisk: Переще́пино, tr. Peresjtjépino) er en by i Novomoskovsk rajon i Dnipropetrovsk oblast (provinsen) i Ukraine.
Den ligger 75 km nord for Dnipro. Peresjtjepyne er vært for administrationen af Pereshchepyne urban hromada, en af hromadaerne i Ukraine. Byen ligger på venstre bred af floden Oril, en biflod til Dnepr, og ved Dnepr-Donbass-kanalen. Byen har et befolkningstal på 9.639 (2022) indbyggere. I 2001 var indbyggertallet 10.041, og i 2021 var det på omkring 9.720.

## Galleri
- Ambulatorium i byen
- Busstation
- Børnebibliotek
- Peresjtjepyne erhvervsskole
- Transfigurationskirken
- Sjevtjenko Park i Peresjtjepyne